# Lin Chia-en
Lin Chia-en, född 2 juni 1993, är en taiwanesisk bågskytt. Han deltog vid olympiska sommarspelen 2012 och olympiska sommarspelen 2020.